# Montážní technologie elektroniky
Montážní technologie elektroniky je obor zahrnující návrh, výrobu a testování elektronických sestav, včetně požadavků a testů pro materiály a komponenty používané pro výrobu desek s plošnými spoji a elektronických sestav.  Tento obor rovněž zahrnuje formáty elektronických dat a knihovny, které popisují související výrobky a procesy.

## IPC
IPC (Association Connecting Electronics Industries) je dnes celosvětová organizace zaměřená na celou problematiku montážních technologií elektroniky. Původní název (1957) Institut for Printed Circuits (Institut pro plošné spoje) odpovídá tehdejšímu zaměření pouze na neosazené desky s plošnými spoji. IPC vydává mj. řadu normativních dokumentů, které jsou respektovány všemi výrobci i uživateli elektronických sestav, např.:
- IPC-A-610[1].
- IPC-A-600[2].
- IPC-TM-650[3].

## IEC TC 91
Jde o technickou komisi IEC, která rovněž vydává normy, specifikace a technické zprávy pro oblast montážních technologií elektroniky. Dokumenty vydávané komisí IEC TC 91 a asociací IPC se dnes sbližují.

## Etapy vývoje technologie montáže elektroniky
Etapy vývoje  této technologie lze zjednodušit:
- technologie montáže do otvorů (through-hole Technology, THT) – technologie, kde připojení komponenty k vodivému obrazci se dosáhne pomocí montáže do průchozích otvorů;

- technologie povrchové montáže (surface-mounting technology, SMT) – elektrické připojení vývodů nebo zakončení komponenty k vodivému obrazci desky s plošnými spoji pájením, bez použití otvorů pro součástku'';''

- technologie embedded passive (Embedded Passive Technology, EPT) – technologie, kde pasivní komponenty jsou vytvořeny uvnitř nebo vsunuty do primárně propojeného substrátu, jako opak k umístění na povrch;

- technologie embedded PCB (Embedded PCB Technology) – technologie, kde aktivní a/nebo pasivní komponenty jsou vytvořeny uvnitř nebo vsunuty do primárně propojeného substrátu, jako opak k umístění na povrch.

## Příklady komponent pro montáž a hotových sestav

Příklad součástky pro montáž do otvorů (integrovaný obvod s 8 vývody)
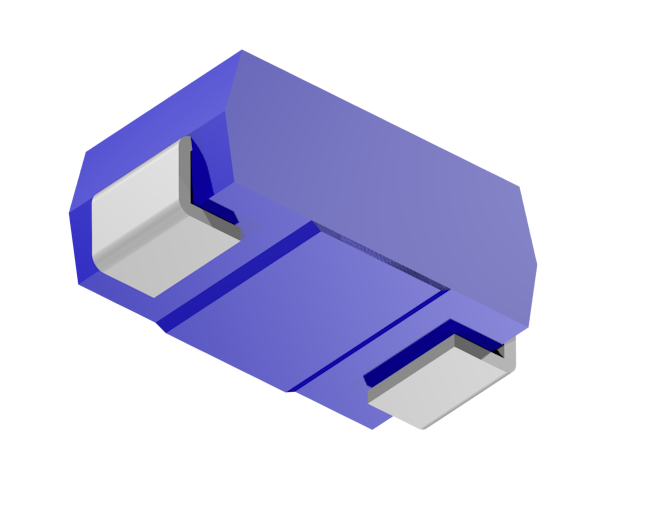
Příklad součástky pro technologii povrchové montáže (pohled zespodu)
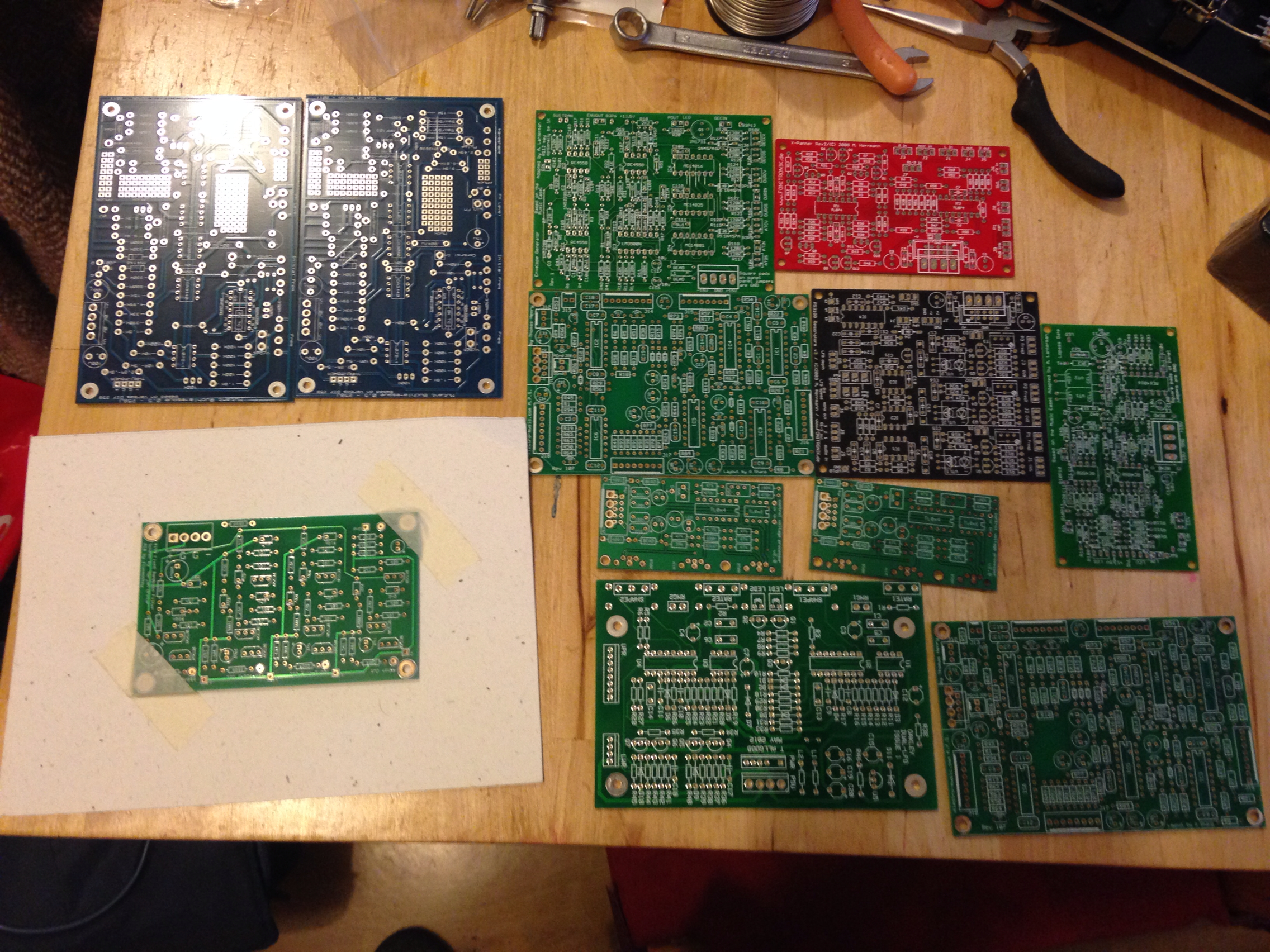
Příklady neohebných desek
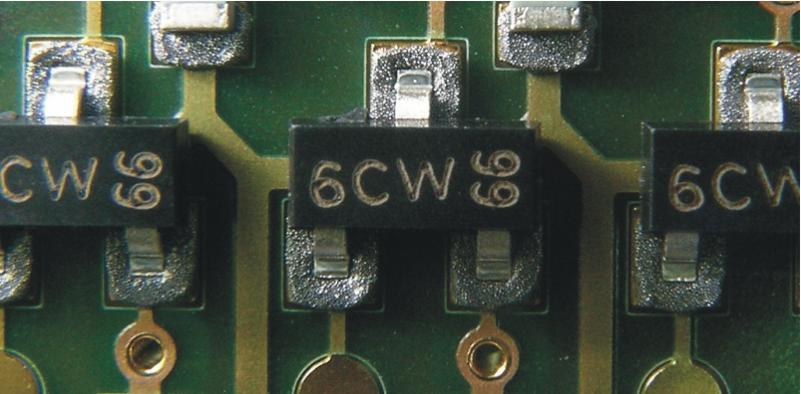
Součástky pro povrchovou montáž, připravené k zapájení přetavením
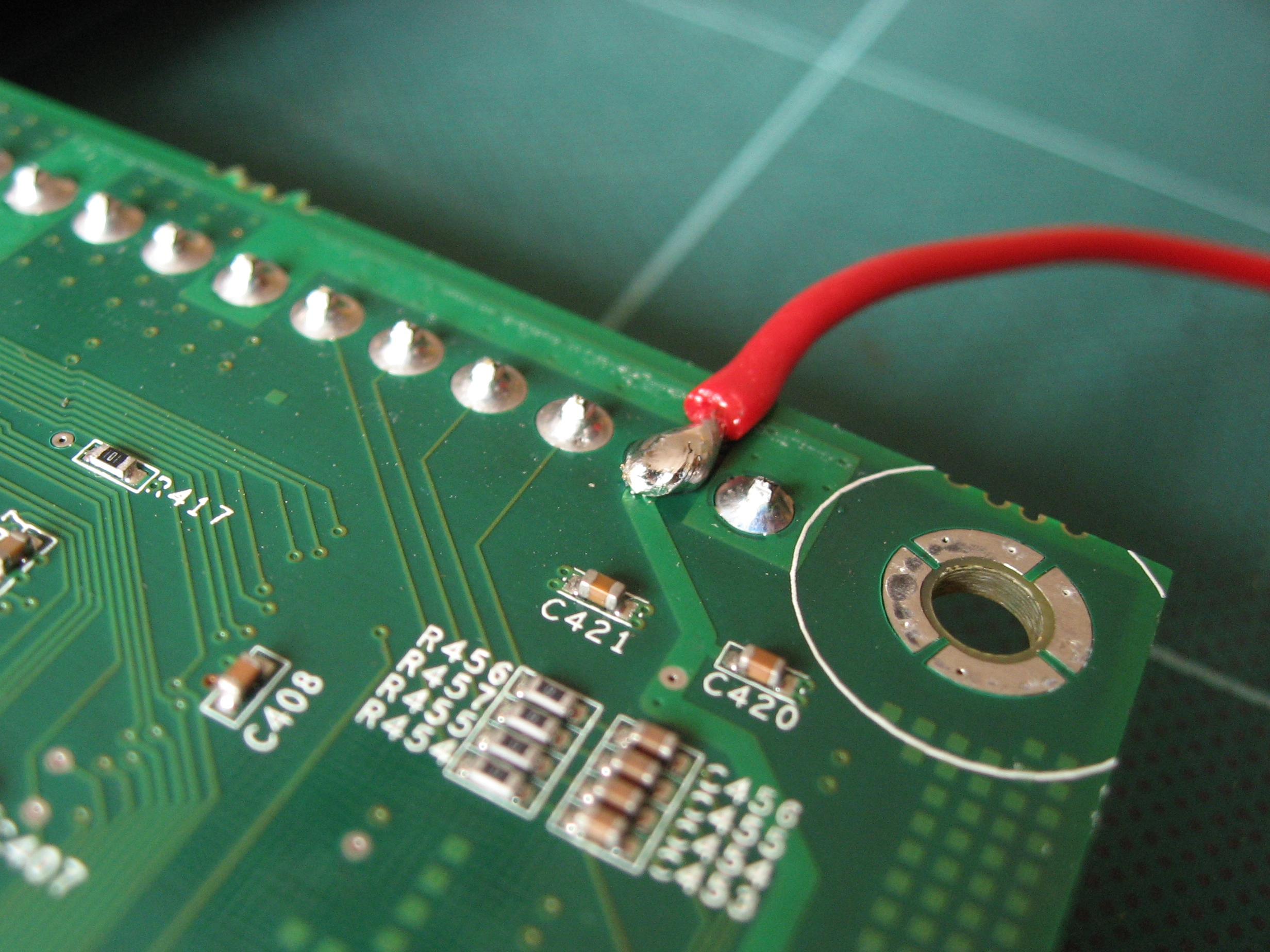
Příklady zapájených součástek pro povrchovou montáž
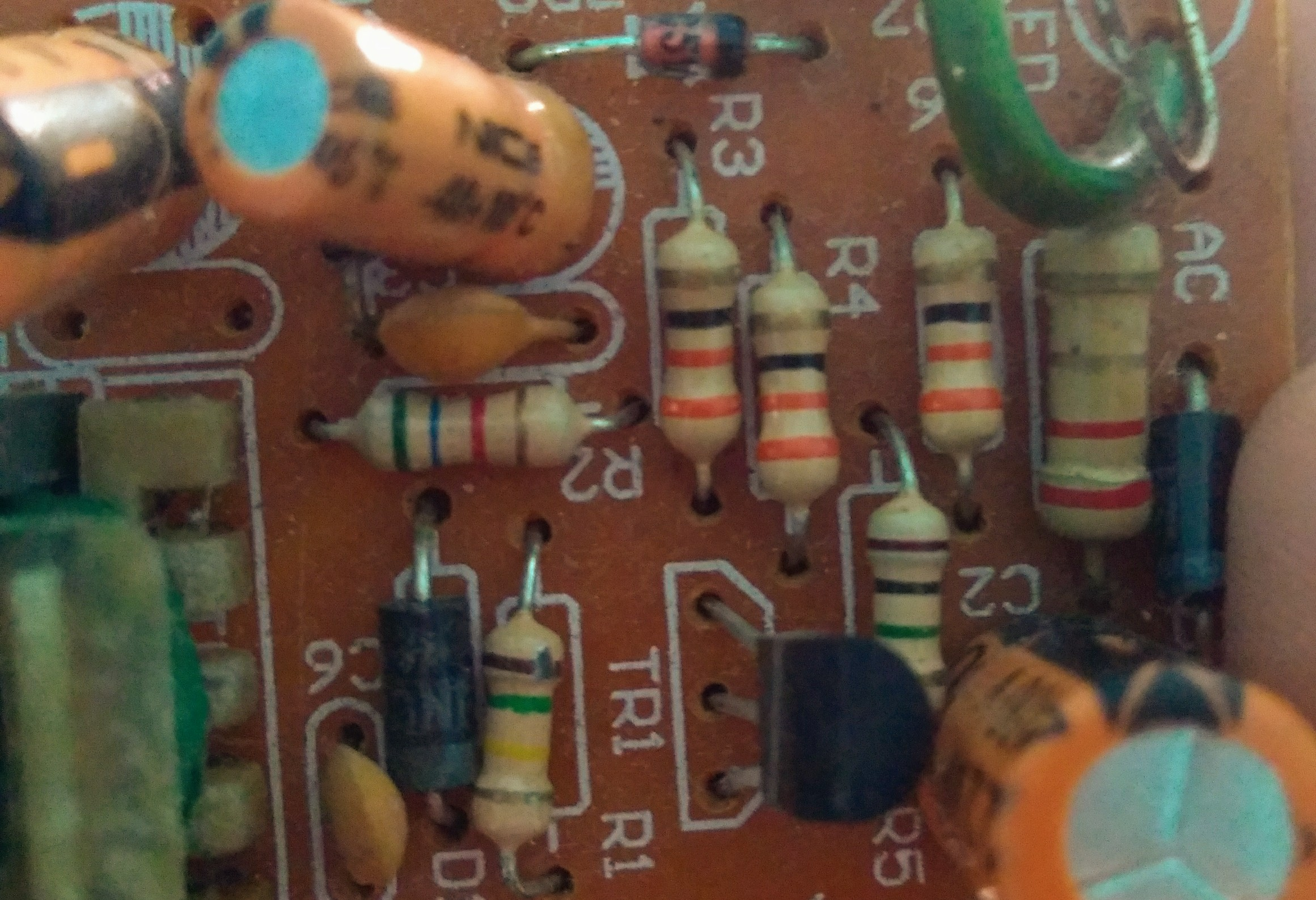
Příklady pasivních součástek zapájených do otvorů jednovrstvé desky
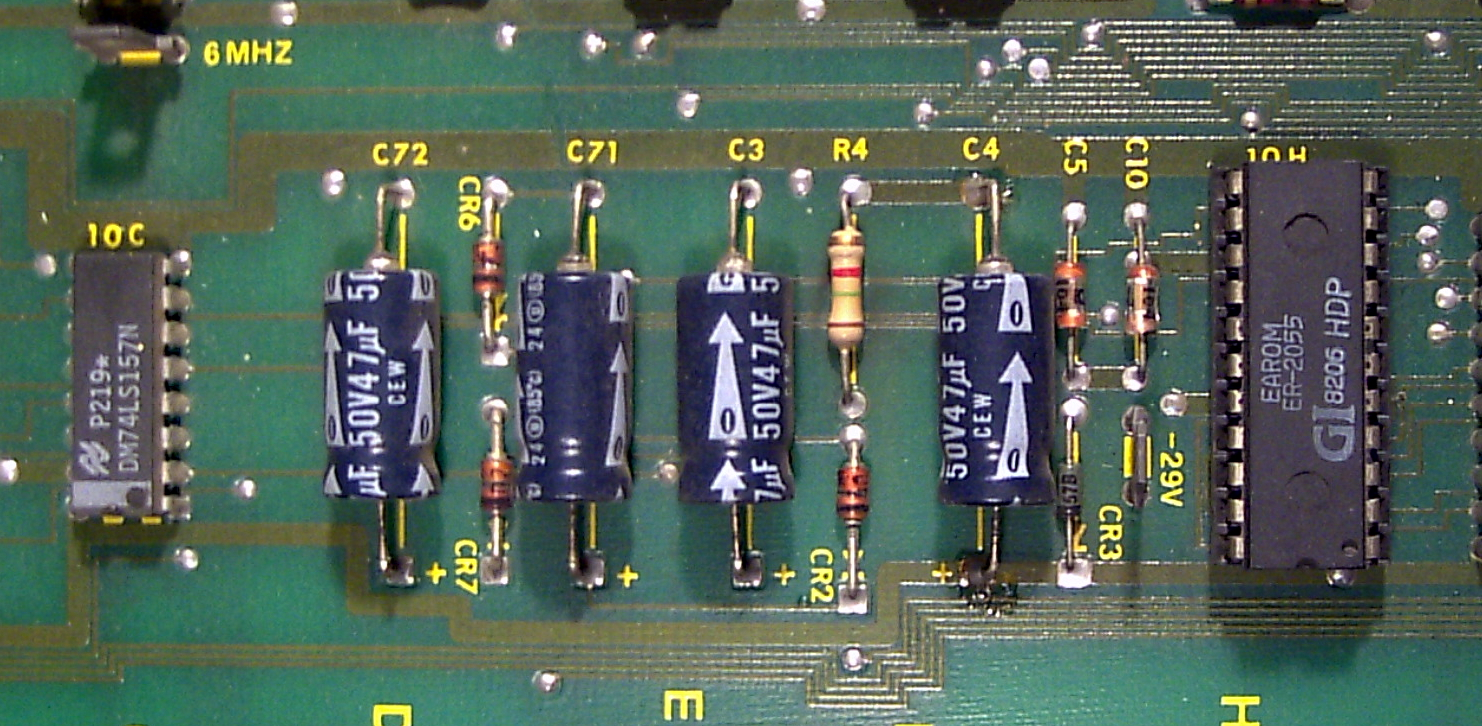
Příklady aktivních a pasivních součástek zapájených do otvorů desky
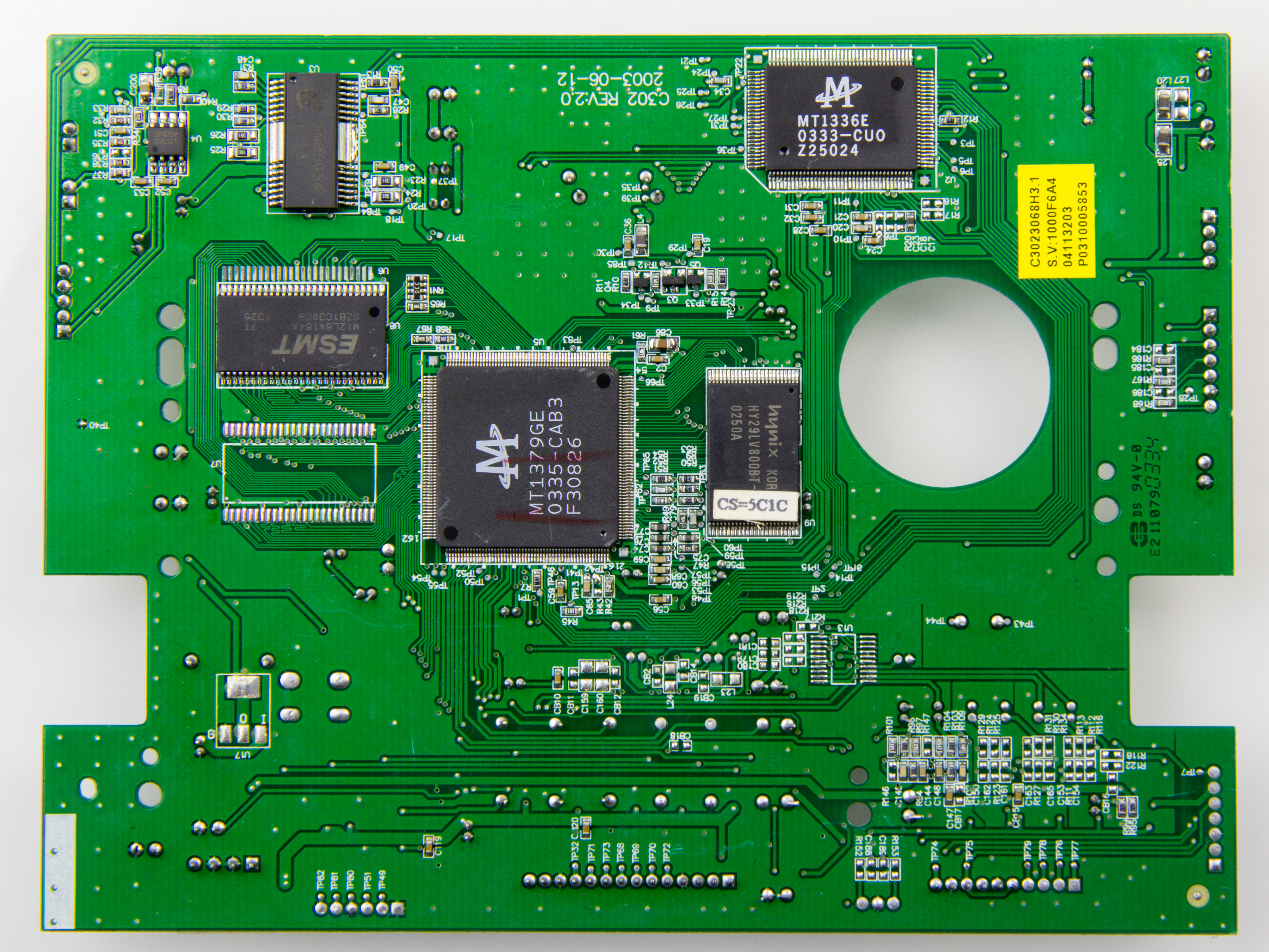
Příklad sestavy: Deska z přehrávače DVD
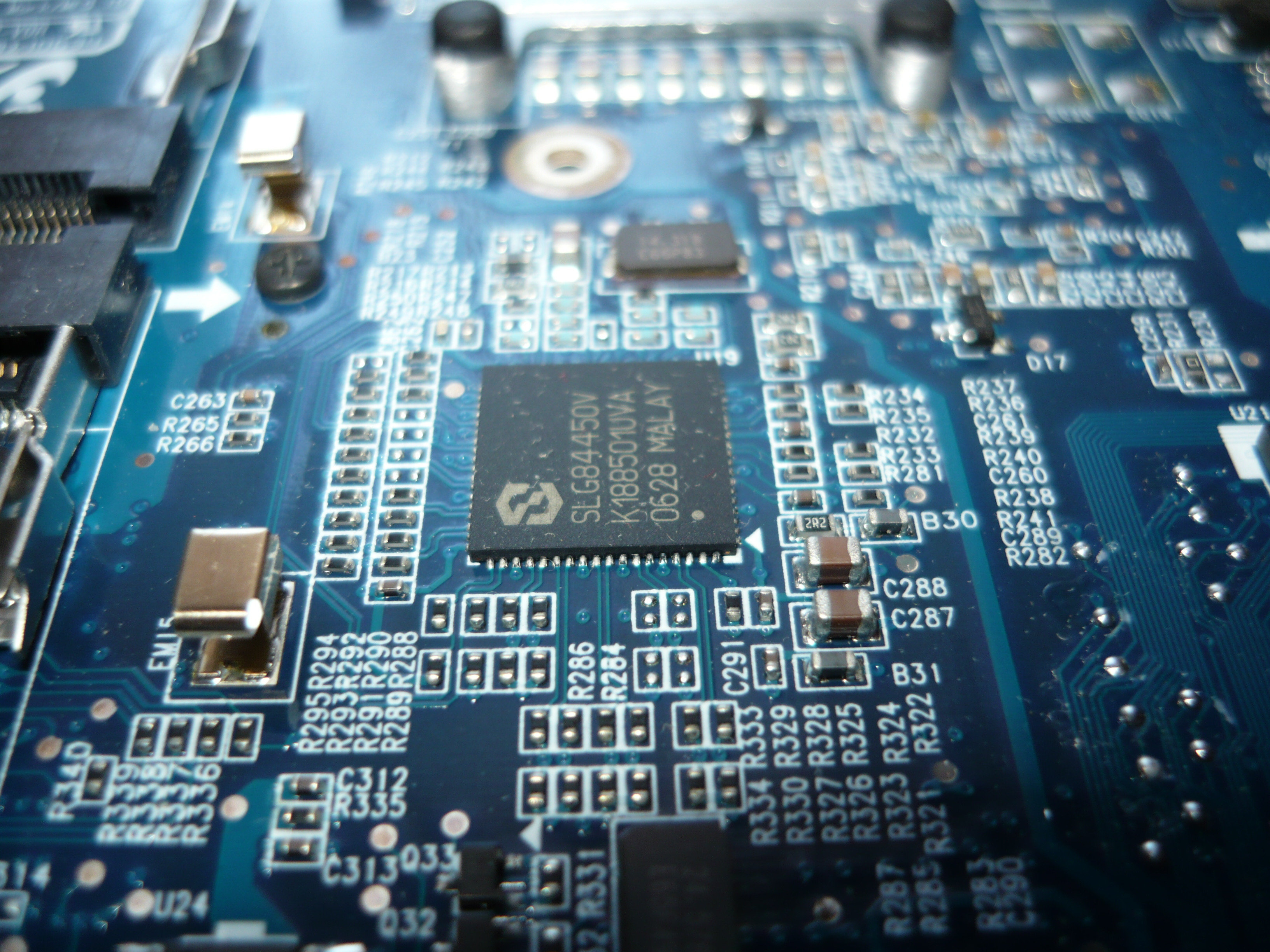
Příklad sestavy: Generátor hodin